# Andreas Wank
Andreas Wank, född 18 februari 1988 i Halle an der Saale i Sachsen-Anhalt i Östtyskland, är en tysk backhoppare. Han representerar WSV Oberhof 05.

## Karriär
Andreas Wank är född i Sachsen-Anhalt, men flyttade som 10-årig pojke till Oberhof där han började i Skidgymnasiet 2007. Wank tävlade i kontinentalcupen från augusti 2002. Han startade i junior-VM 2005 i Rovaniemi (han blev nummer 24 individuellt och nummer 9 i lagtävlingen), junior-VM 2006 i Kranj (nummer 18 individuellt och nummer fyra i lag), junior-VM 2007 i Tarvisio och junior-VM i Zakopane där Wank blev dubbel junior-världsmästare. 
Wank debuterade i världscupen i öppningstävlingen i tysk-österrikiska backhopparveckan på hemmaplan i Schattenbergschanze i Oberstdorf 29 december 2004. Han var första gången på prispallen i en deltävling i världscupen i Sapporo i Japan 16 januari 2010 då han blev nummer två, 4,0 poäng efter Thomas Morgenstern från Österrike och 1,2 poäng före Daiki Itō från Japan. Wank har hittills (2012) tävlat 6 säsonger i världscupen. Hans bästa resultat kom i säsongen 2009/2010 då han blev nummer 21 totalt. Säsongen 2011/2012 blev han nummer 22 sammanlagt.
Wank deltog i olympiska spelen 2010 i Vancouver i Kanada. han tävlade i stora backen och blev nummer 28 individuellt. I lagtävlingen vann han en silvermedalj tillsammans med lagkamraterna Michael Neumayer, Martin Schmitt och Michael Uhrmann. Tyskland var 72,1 poäng efter Österrike och 5,5 poäng före bronsvinnarna från Norge.
Andreas Wank tävlade under VM i skidflygning 2012 i Vikersundbacken i Norge. Här blev han nummer 17 i den individuella tävlingen och hoppade 197,5 meter. I lagtävlingen vann Wank en silvermedalj tillsammans med Severin Freund, Maximilian Mechler och Richard Freitag. Tyskland var 23,2 poäng efter Österrike och 42,6 poäng före Slovenien som vann bronset. Andreas Wank satte personbästa under lagtävlingen då han hoppade 214,0 meter.
Wank har i perioden 2002 till 2011 vunnit två guldmedaljer, fyra silvermedaljer och tre bronsmedaljer i tyska mästerskapen. Hans bästa säsong hittills i tysk-österrikiska backhopparveckan är säsongen 2009/2010 då han blev nummer 34. I Sommar-Grand-Prix blev han nummer 19 sammanlagt säsongen 2011.